# William Coales

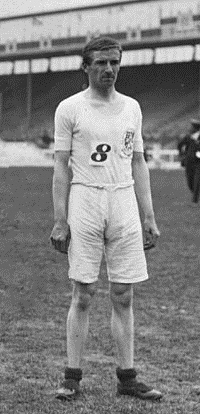
William Coales, atleta olímpico

William Coales (Aldwinkle, 8 de janeiro de 1886 – Sudbury, 19 de janeiro de 1960) foi um meio-fundista britânico. Em Londres 1908, foi campeão olímpico da prova de 3 milhas por equipes, junto com os compatriotas Archie Robertson e Joseph Deakin.